# Верхнє Гульцово
Верхнє Гульцово (рос. Верхнее Гульцово) — присілок в Думіницькому районі Калузької області Російської Федерації.
Населення становить 248 осіб. Входить до складу муніципального утворення Присілок Верхнє Гульцово.

## Історія
Від 2004 року входить до складу муніципального утворення Присілок Верхнє Гульцово.

## Населення
| 2002 | 2010 |
| ---- | ---- |
| 233  | ↗248 |